# التسلسل الزمني لإنطلاق الفصائل المقاومة الفلسطينية
التسلسل الزمني لإنطلاق الفصائل المقاومة الفلسطينية من بداية الثورة الفلسطينية المعاصرة في عام 1965 حتى الانتفاضة الفلسطينية الثانية في عام 2000.

## البداية في عقد الستينات

### عام 1965
- حركة فتح ، عملية عيلبون.
  - أول من إنطلق هي حركة فتح بجناحها العسكري قوات العاصفة، بتاريخ 1 يناير من عام 1965 ، والتي قامت فيه قوات حركة فتح بعملية عيلبون وكانت هي بداية الثورة الفلسطينية على الاحتلال الإسرائيلي ولذلك تسمى حركة فتح بالطلقة الأولى.[1][2]

### عام 1967
- الجبهة الشعبية لتحرير فلسطين.
  - بتاريخ 11 ديسمبر في عام 1967 أعلن جورج حبش عن إنطلاق حزب شيوعي ماركسي إسمه الجبهة الشعبية لتحرير فلسطين ومعه أبو علي مصطفى.

### عام 1969
- الجبهة الديمقراطية لتحرير فلسطين ، الإنشقاق.
  - في عام 1969 أعلن نايف حواتمة الإنشقاق عن الجبهة الشعبية لتحرير فلسطين وتأسيس الجبهة الديمقراطية لتحرير فلسطين وهو حزب يساري.[3]

## عقد الثمانينات «الانتفاضة الفلسطينية الأولى»
- حركة الجهاد الإسلامي في فلسطين.
  - أعلن فتحي الشقاقي عن الإنطلاقة الفعلية لحركة الجهاد الإسلامي في فلسطين بعد أن تأسست في عام 1978 ولكن كانت إنطلاقتها الفعلية في الانتفاضة الفلسطينية الأولى في عام 1987.
- حركة حماس ، التحول.
  - في عام 1984 تأسست حركة حماس ولكن كان عملها ديني ولنشر الدعوة الإسلامية في المساجد، ولكن في عام 1987 ومع بداية الانتفاضة الفلسطينية الأولى أعلن أحمد ياسين مؤسس حركة حماس عن التحول من العمل الديني إلى العمل العسكري.

## عقد الألفية الجديدة

### الانتفاضة الفلسطينية الثانية
- لجان المقاومة الشعبية.
  - مع بداية الانتفاضة الفلسطينية الثانية إنطلقت حركة جديدة إسمها لجان المقاومة الشعبية وجناحها العسكري ألوية الناصر صلاح الدين.

### الانقسام الفلسطيني
- حركة الأحرار الفلسطينية ، الإنشقاق.
  - في عام 2007 ومع تسليم حركة فتح السلاح، أعلن خالد أبو هلال الإنشقاق عن حركة فتح، وتأسيس فتح الياسر ومن بعدها تغير إسمها إلى حركة الأحرار الفلسطينية.